# 4月3週又2天
《4月3週又2天》（羅馬尼亞語：4 luni, 3 săptămâni şi 2 zile），2007年罗马尼亚的一部电影，由克里斯蒂安·蒙久编写并执导。该片曾在2007年第60届戛纳国际电影节获得金棕榈奖和国际影评人奖，同年亦获得欧洲电影奖最佳影片等奖项。
影片发生于20世纪80年代末的社会主义罗马尼亚，即罗马尼亚共产党齐奥塞斯库执政时代后期，当时的共产党将堕胎视为违法犯罪。故事讲述两个大学寝室室友设法为她们其中一人安排非法堕胎。该片在戛纳作全球首映后，2007年6月1日于特兰西瓦尼亚国际电影节在罗马尼亚首映。

## 剧情概要
故事發生在1987年的罗马尼亚社会主义共和国（西奧塞古執政的最後兩年），劇情圍繞在兩個羅馬尼亞的女大學生：奧蒂利亞·米哈爾泰斯庫（Otilia Mihartescu，安娜瑪麗亞‧馬林卡飾）和蓋布莉葉拉·格比查·德拉古特（Gabriela "Găbiţa" Dragut，蘿拉‧瓦西柳飾）。格比查意外懷孕，便聯絡了密醫貝貝先生（Bebe，弗拉德‧伊萬諾夫飾）在一家飯店進行非法墮胎（當時的羅馬尼亞共產黨為了鼓勵生育而立法禁止墮胎）。
在宿舍裡格比查和奧蒂利亞正在檢查今天所需的物品，格比查緊張的坐在房間裡等待、而奧蒂利亞則忙著向宿舍裡的人交換必需品。之後奧蒂利亞搭公車去找她的男友艾迪借錢。艾迪邀請她晚上來參加他母親的慶生，奧蒂利亞本來打算拒絕他但後來還是答應。
奧蒂利亞到了格比查透過電話訂房的飯店，卻被告知沒有這筆紀錄而且也已經沒有空房。她便到了另外一家飯店，在經過哀求和討價還價之後，以一個比較高的價格訂到房間。之後奧蒂利亞以格比查姊妹的身分，到約定點與貝貝先生會面，不過這違反了貝貝先生原本的要求：要格比查單獨一個人前來見他。在聽到格比查連他指定的飯店也沒訂到時，貝貝先生就不太高興。
到了飯店，貝貝先生為格比查作檢查，發現她宣稱只懷孕三個月是個謊言，其實已經至少有四個月了（連奧蒂利亞也被欺騙了）；在交涉費用的時候，也發現她們只有準備的3000列伊，根本不夠支付他開的價碼。貝貝先生一氣之下想要直接離開，但奧蒂利亞和格比查苦苦哀求他留下，他便提出與兩人發生性關係作為動墮胎手術的交換條件。格比查向貝貝先生解釋奧蒂利亞其實不是她的姊妹，希望他不要把她牽扯進來，但貝貝先生不予理會。最後奧蒂利亞和格比查都與貝貝先生發生性關係，他依約幫格比查做墮胎，在交代完注意事項後便離開。奧蒂利亞對格比查欺騙她的事感到不開心，但還是持續的幫忙、照顧格比查。
安頓好格比查之後，奧蒂利亞帶著混亂的心情離開飯店去參加艾迪母親的慶生。艾迪責怪奧蒂利亞不僅忘了準備說好的花束還遲到，但她心裡只掛念著被留在飯店的格比查。在艾迪母親的盛情邀約之下，奧蒂利亞與艾迪家和艾迪母親的朋友們一起共進晚餐。餐桌上大家聊得很愉快，除了奧蒂利亞和艾迪被不知名的沉默所包圍。下餐桌之後，兩個人躲進艾迪的臥室，奧蒂利亞告訴艾迪關於格比查墮胎的事，並詢問艾迪如果類似的事情發生在她身上他會怎麼做，他們因此起了一點口角。奧蒂利亞向艾迪借了電話打到飯店找格比查，但沒有人回應，她決定馬上回去看看情況。
奧蒂利亞到飯店看到格比查躺在床上、告訴她胎兒已經流出來在浴室。奧蒂利亞找了一個袋子，把胎兒和一切與墮胎相關的物品包起來，走到路上找一個丟棄的地方。她沒有照著格比查請求的「把它埋葬起來」，而是遵守貝貝先生交代的「爬上高樓」，不過是丟進垃圾斜坡。之後奧蒂利亞回到飯店，在餐廳找到格比查。她對格比查說以後不要提起這件事。電影就在這裡結束了，留給觀眾無限的想像空間。

## 制作
該片的概念系受穆基計劃拍攝的一部電影《黃金歲月的記憶》所啟發，內容是幾個發生在羅馬尼亞共產黨執政時期的故事。穆基認為有需要拍攝一部嚴肅、著重於該時期悲慘故事的電影。《4月3週又2天》是根據穆基從前聽說過的一個真實故事改編，穆基說這個故事「在超過15年後仍然影響著我」。
在構思電影情節一個月後，穆基花了十分鐘草草記下概要，再以一個月的時間完成劇本。在製作的過程中，穆基多次修改劇本，重寫或拿掉一些不必要的部分。
電影大部分是在布加勒斯特完成，小部分鏡頭在普洛耶什蒂的一家酒店拍攝。該片在製作預算少於60萬歐元的情況下完成。

## 評價
《4月3週又2天》普遍獲得影評人的正面評價，在爛番茄獲得96%的新鮮度（根據127則評論）、在Metacritic 獲得97%的評分（根據37則評論）。時代雜誌描述其為「吸引人且令人滿意的影片」。
有些人認為該片與另外三部羅馬尼亞電影的出現，是2000年代羅馬尼亞電影業重生的表示。另外三部電影分別是：克利斯提·普優執導的《勒澤雷斯庫先生之死》，在2005年坎城影展獲得「一種注目」最佳影片、柯內流·波蘭波宇執導的《有還是沒有？》，在2006年坎城影展獲得「金攝影機獎」、克里斯汀·內梅斯庫執導的《加州之夢》，在2007年坎城影展獲得「一種注目」最佳影片。

## 获奖
- 戛纳电影节
  - 金棕榈奖
  - 国际影评人奖
  - 法国国家教育系统电影奖金
- 欧洲电影奖
  - 欧洲最佳影片
  - 欧洲最佳导演
- 好莱坞电影节
  - 好莱坞世界奖（最佳电影）
- 圣塞瓦斯蒂安国际电影节
  - 国际影评人协会年度电影
- 斯德哥尔摩电影节
  - 最佳电影铜马奖
  - 最佳女主角
- 美国国家影评人协会
  - 最佳5部外语片
- 洛杉矶影评人协会奖
  - 最佳外语片
  - 最佳男配角
- 《视与听》2007年年度电影
  - 最佳电影
- 芝加哥影评人协会奖
  - 最佳外语片
- 多伦多影评人协会奖
  - 最佳外语片